# Линуд Баркли
Линуд Баркли (на английски: Linwood Barclay) е канадски журналист и писател, автор на бестселъри в жанра трилър.

## Биография и творчество
Линуд Баркли е роден на 20 март 1955 г. в Ню Хейвън, Кънектикът, САЩ, в семейството на Евърет и Мюриъл Баркли. Баща му е професионален илюстратор, чиито рекламни илюстрации на автомобили се публикуват в изданията на „Ивнинг поуст“. През 1959 г. семейството се премества в Канада, в предградията на Торонто. Поради масовото навлизане на фотографията в рекламата, баща му закупува през 1966 г. малък мотел в района на езерото „Каварта“ в Онтарио. Баща му умира от рак, когато той е на 16 години, което налага той активно да помага в семейния бизнес. След завършване на гимназията той учи литература в Университета „Трент“ в Питърбъроу, който завършва с отличие и бакалавърска степен по английски език през 1977 г. В него преподавател му е писателката Маргарет Лорънс.
Докато е в университета, той започва кореспонденция и се среща с Кенет Милър (Рос Макдоналд), което се оказа вдъхновяващо за бъдещата му работа. В университета се среща и жени за съпругата си Нита Сандс, детска учителка. Имат две деца – Спенсър и Пейдж.
След дипломирането си в периода 1977-1979 г. работи като репортер във вестник „Питърбъроу Екзаминър“ в Питърбъроу, Онтарио. В периода 1979-1981 г. работи в малкия вестник „Оуквил пейпър“, а от 1981 г. работи в „Торонто Стар“ в Торонто, последователно като помощник редактор, редактор на новини, главен копирайтър редактор и редактор на обществените новини. От 1993 година е колумнист и води популярна хумористична рубрика в „Торонто Стар“. През 2008 г. се оттегля от журналистиката.
Започва да пише книги през 1995 г. В периода 1996 – 2000 г. издава 4 документални книги. Последната от тях е номинирана за награда на хумора. В периода 2004 – 2007 г. са публикувани 4 хумористични трилъра от поредицата му „Зак Уокър“.
В следващите години той се насочва към класическите сюжети на трилъра. Първият му самостоятелен трилър „Няма време за сбогом“ от 2007 г. получава одобрението на критиката, става бестселър и има голям международен успех. Преведен е на почти 40 езика по света в милионни тиражи. Оттогава всичките му трилъри са в списъците на бестселърите.
Линуд Баркли живее със семейството си в Бърлингтън, Онтарио.

## Произведения

### Самостоятелни романи
- No Time for Goodbye (2007)
Няма време за сбогом, изд.: ИК „ЕРА“, София (2009), прев. Юлия Чернева
- Too Close to Home (2008)
- Fear the Worst (2009)
- Never Look Away (2010)
- The Accident (2011)
- Never Saw it Coming (2012)
- Trust Your Eyes (2012)
- A Tap on the Window (2013)
- No Safe House (2014)

### Серия „Зак Уокър“ (Zack Walker)
1. Bad Move (2004)
2. Bad Guys (2005)
3. Lone Wolf (2006)
4. Stone Rain (2007)

### Участие в общи серии с други писатели

#### Серия „Бързо четене 2011“ (Quick Reads 2011)
- Clouded Vision (2011)

### Документалистика
- Father Knows Zilch: A Guide for Dumbfounded Dads (1996)
- This House Is Nuts: Surviving the Absurdities of Everyday Life (1998)
- Mike Harris Made Me Eat My Dog (1998)
- Last Resort: A Memoir of Cottage Country (2000)